# Academia Pontificia Eclesiástica

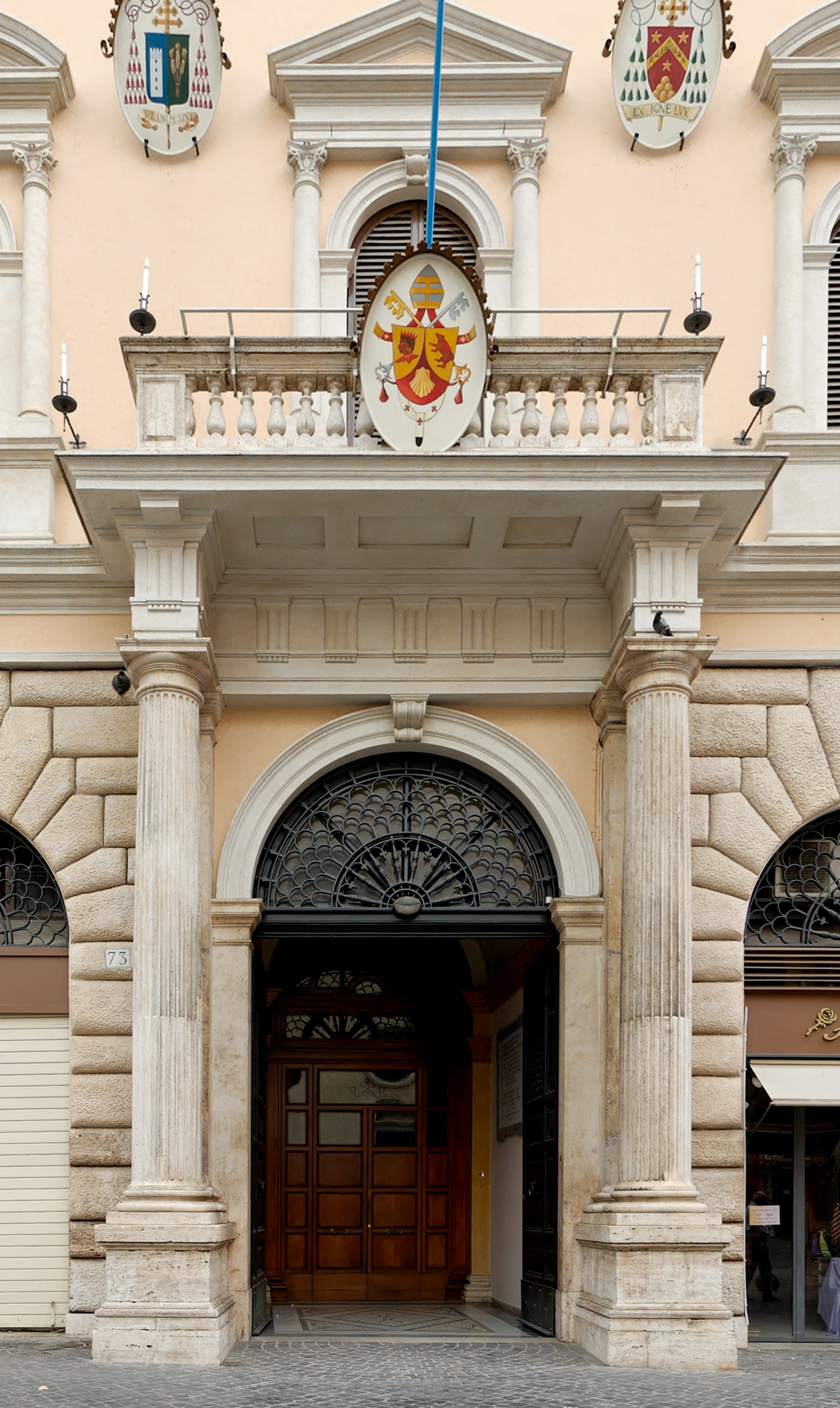
Entrada del palacio de la Academia Eclesiástica con los escudos del papa Benedicto XVI (centro), el entonces Presidente arzobispo Justo Mullor García (superior derecha) y el cardenal Secretario de Estado Angelo Sodano (superior izquierda).

La Pontificia Academia Eclesiástica es la institución de la Santa Sede encargada de formar a los diplomáticos que trabajarán en las Nunciaturas y en la Secretaría de Estado. El plan de estudios incluye Diplomacia, Economía Política, Derecho Internacional, Historia e idiomas. Entre 1701 y 2002, la Academia ha contado con 1752 alumnos.
Fue fundada como Accademia dei Nobili Ecclesiastici en 1701 en tiempos del papa Clemente XI. Fue reformada por Pío VI en 1775, León XII en 1829 y León XIII en 1879. Desde 1937 está bajo la protección del Cardenal Secretario de Estado y está dirigida por un Presidente, habitualmente con rango de arzobispo, nombrado directamente por el papa. El Patrono de la Academia es san Antonio Abad. Está situada en el Palazzo Severoli, en la romana Piazza della Minerva.

## Lista de los Presidentes de la Academia Pontificia Eclesiástica
- Matteo Gennaro Sibilia (1701-1704)
- Francesco Giordanini (1704-1720)
- Pellegrino De Negri (1721-1728)
- Tommaso Giannini (1729-1739)
- Conte Girolamo Formaliani (1739-1742)
- Angelo Granelli (1742-1744)
- Marchese Pier Matteo Onorati (1744-1762)
- Innocenzo Gorgoni (1763-1764)
- Paolo Antonio Paoli (1775-1798)
- Vincenzo Brenciaglia (1802-1814)
- Giovanni Giacomo Sinibaldi (1814-1843)
- Giovanni Battista Rosani (1843-1847)
- Giuseppe Cardoni (1850-1873)
- Venanzio Mobili (1873-1875)
- Odoardo Agnelli (1875-1878)
- Placido Maria Schiaffino, O.S.B. (30 de agosto de 1878 - 18 de noviembre de 1884)
- Domenico Ferrata (1884 - 14 de abril de 1885)
- Luigi Sepiacci (1885-1886)
- Francesco Satolli (1 de junio de 1888 - 1891)
- Augusto Guidi (1892-1894)
- Filippo Castracane degli Antelminelli (1895-1898)
- Rafael Merry del Val y Zulueta (19 de abril de 1900 - 12 de noviembre de 1903 )
- Francesco Sogaro (1903 - 6 de febrero de 1912)
- Giovanni Maria Zonghi (5 de diciembre de 1914 - 1941)
- Paolo Savino (1941 - 27 de abril de 1959)
- Giacomo Testa (1959-1962)
- Gino Paro (31 de agosto de 1962 - 5 de mayo de 1969)
- Salvatore Pappalardo (1969 - 17 de octubre de 1970)
- Felice Pirozzi (17 de octubre de 1970 - 25 de julio de 1975)
- Domenico Enrici (Presidente en funciones 1974-1975)
- Cesare Zacchi (1 de junio de 1975 - 8 de junio de 1985)
- Justin Francis Rigali (8 de junio de 1985 - 21 de diciembre de 1989)
- Karl-Josef Rauber (22 de enero de 1990 - 16 de marzo de 1993)
- Gabriel Montalvo Higuera (29 de abril de 1993 - 7 de diciembre de 1998)
- Giorgio Zur (7 de diciembre de 1998 - 29 de enero de 2000)
- Justo Mullor García (11 de febrero de 2000 - 13 de octubre de 2007)
- Beniamino Stella (13 de octubre de 2007 - 2013)
- Giampiero Gloder (21 de septiembre de 2013 - 11 de octubre de 2019)
- Joseph Salvador Marino (11 de octubre de 2019 - 23 de enero de 2023)
- Salvatore Pennacchio (25 de enero de 2023 - actualidad)[2]

## Papas que fueron alumnos de la Academia
(El año indica la fecha en que fueron alumnos).
- Carlo Rezzonico, de Venecia, elegido Papa como Clemente XIII (1714)
- Annibale della Genga, de Spoleto, elegido Papa como León XII (1783)
- Gioacchino Pecci, de Anagni, elegido Papa como León XIII (1832)
- Giacomo della Chiesa, de Génova, elegido Papa como Benedicto XV (1879)
- Giovanni Battista Montini, de Brescia, elegido Papa como Pablo VI (1921)